# Ectinogonia
Ectinogonia es un género de escarabajos de la familia Buprestidae. Comprende dos subgéneros endémicos de Sudamérica, Kheiliella Obenberger,1926 y Ectinogonia Spinola, 1837. 

## Distribución
Este género es nativo de Argentina, Bolivia, Chile y Perú. 

## Especies
Se listan a continuación las especies descritas hasta la fecha para el género Ectinogonia:
- Ectinogonia (Ectinogonia) angulicollis (Fairmaire & Germain, 1858) - Chile
- Ectinogonia (Ectinogonia) atacamensis Moore, 1994 - Chile
- Ectinogonia auroguttata Burmeister, 1872 - Argentina
- Ectinogonia (Ectinogonia) aymara Pineda y Cid-Arcos, 2019 - Chile
- Ectinogonia (Ectinogonia) barrigai Moore, 2017 - Chile
- Ectinogonia (Kheiliella) bellamyi Moore & Diéguez, 2014 - Perú
- Ectinogonia (Ectinogonia) buquetii (Spinola, 1837) - Chile
- Ectinogonia cariosa Nonfried, 1894 -
- Ectinogonia (Ectinogonia) carrascoi Moore, 1994 - Chile
- Ectinogonia (Ectinogonia) catenulata Kerremans, 1919 - Chile
- Ectinogonia (Ectinogonia) chalyboeiventris Germain & Kerremans, 1906 - Chile
- Ectinogonia (Ectinogonia) costata (Fairmaire, 1867) - Chile
- Ectinogonia (Ectinogonia) cryptica Anguita-Salinas y Zúñiga-Reinoso, 2017 - Chile
- Ectinogonia (Ectinogonia) cyaniventris Olave, 1936 - Chile
- Ectinogonia (Ectinogonia) darwini Waterhouse, 1913 - Chile
- Ectinogonia (Ectinogonia) fastidiosa (Fairmaire & Germain, 1864) - Chile
- Ectinogonia (Ectinogonia) gemmula Pineda & Mondaca, 2022 - Chile
- Ectinogonia (Ectinogonia) gigantea Pineda & Mondaca, 2020 - Chile
- Ectinogonia (Ectinogonia) intermedia Kerremans, 1903 - Chile
- Ectinogonia interruptissima Pineda & Mondaca, 2022 - Chile
- Ectinogonia (Kheiliella) melichari Obenberger, 1923 - Bolivia
- Ectinogonia (Ectinogonia) minor Olave, 1936 - Chile
- Ectinogonia (Ectinogonia) oscuripennis Cobos, 1954 - Chile
- Ectinogonia (Ectinogonia) pretiosa (Philippi, 1859) - Chile
- Ectinogonia (Ectinogonia) pulverea Kerremans, 1919 - Chile
- Ectinogonia (Ectinogonia) pusilla Moore, 1994 - Chile
- Ectinogonia (Ectinogonia) roitmani Moore, 1994 - Chile
- Ectinogonia (Kheiliella) rossi (Cobos, 1969) - Perú
- Ectinogonia (Ectinogonia) speciosa (Germain, 1856) - Chile
- Ectinogonia (Ectinogonia) superba Pineda & Mondaca, 2020 - Chile
- Ectinogonia (Ectinogonia) toratensis Giraldo, 2020 - Perú